# سيسيل بروكس الثالث
سيسيل بروكس الثالث (بالإنجليزية: Cecil Brooks III)‏ هو عازف جاز وملحن أمريكي، ولد في 16 أغسطس 1961.

## وصلات خارجية
- سيسيل بروكس الثالث على موقع ميوزك برينز (الإنجليزية)
- سيسيل بروكس الثالث على موقع أول ميوزيك (الإنجليزية)
- سيسيل بروكس الثالث على موقع ديسكوغز (الإنجليزية)